# Старий Ковиляй
Старий Ковиля́й (рос. Старый Ковыляй, ерз. Старый Ковыляй) — село у складі Темниковського району Мордовії, Росія. Входить до складу Пурдошанського сільського поселення.
Населення — 210 осіб (2010; 236 у 2002).
Національний склад (станом на 2002 рік):
- росіяни — 81 %